# كيرا إيزابيلا
كيرا إيزابيلا هي مغنية وكاتبة غنائية كندية، ولدت في 19 أكتوبر 1992 في أوتاوا في كندا.

## وصلات خارجية
- الموقع الرسمي
- كيرا إيزابيلا على موقع ميوزك برينز (الإنجليزية)
- كيرا إيزابيلا على موقع ديسكوغز (الإنجليزية)